# كأس أرمينيا 1999
كأس أرمينيا 1999 هو الموسم 8 من كأس أرمينيا. أقيم خلال الفترة 3 أبريل 1999 وحتى 29 مايو 1999، وأشرف على تنظيمه اتحاد أرمينيا لكرة القدم، وكان عدد الأندية المشاركة فيه 16، وفاز فيه Araks Ararat FC ‏.